# Poecilus cupreus cupreus
Poecilus cupreus cupreus é uma subespécie de insetos coleópteros pertencente à família Carabidae.
A autoridade científica da subespécie é Linne, tendo sido descrita no ano de 1758.
Trata-se de uma subespécie presente no território português.